# 大鰭凹腹鱈
大鰭凹腹鱈（学名：Ventrifossa macroptera），又名鱈魚，为輻鰭魚綱鱈形目鼠尾鱈科凹腹鱈屬下的一个种，為深海底棲性魚類，分布於太平洋日本南部、台灣及夏威夷群島海域，深度454-710公尺，體長可達40公分，棲息在底層水域，生活習性不明。